# PASSAGES OF TIME (HOT NEW VERSION)
「PASSAGES OF TIME (HOT NEW VERSION)」（パッセージ・オブ・タイム）は、荻野目洋子の30枚目のシングル。1993年11月21日にビクターエンタテインメントよりリリースされた。

## 解説
- 1988年に発表された全英語詞のアルバム「VERGE OF LOVE」の収録曲「PASSAGES OF TIME」と「SOMETHING ABOUT YOU」をROD ANTOONによるプロデュース&ニューアレンジでシングル化したものである。
- ジャケットは荻野目洋子自身によるイラストである。
- 2010年発売の再発盤アルバム（デビュー25周年 リイシュー企画）「VERGE OF LOVE [+2]」にボーナストラックとしても収録される。

## 収録曲
1. PASSAGES OF TIME (HOT NEW VERSION)
  - music&words：Narada Michael Walden-Walter Afanasieff-Jeffrey Cohen
2. SOMETHING ABOUT YOU (HOT NEW VERSION)
  - music&words：Narada Michael Walden-Walter Afanasieff-Liz Jackson
3. PASSAGES OF TIME (HOT NEW VERSION)<ORIGINAL KARAOKE>
4. SOMETHING ABOUT YOU (HOT NEW VERSION)<ORIGINAL KARAOKE>